# Třemešné
Třemešné é uma comuna checa localizada na região de Plzeň, distrito de Tachov.